# Penciclovir
Le penciclovir est un médicament antiviral ciblant l'herpès.

## Mode d'action
Le famciclovir est un médicament précurseur du penciclovir. Il s'agit d'un analogue nucléosidique similaire à l'acyclovir .

## Usage médical
Le penciclovir est un médicament utilisé pour traiter l'infection herpétique de la lèvre .Le médicament  réduit le temps de guérison de 8 à 7 jours. Le médicament  est appliqué sur la zone infectée.

## Effets secondaires
Les effets secondaires de ce médicament comprennent une irritation au site d'application. L’utilisation de ce médicament pendant la grossesse semble être sûre.

## Histoire
Le médicament a été approuvé pour un usage médical aux États-Unis en 1996,. Aux États-Unis, un tube de crème de 5 grammes coûte environ 800 dollars américains en 2021.